# 雷诺方程式
雷诺方程式（Formula Renault）是一项由雷诺汽车创立于1971年的方程式赛车运动。这项赛事发源并流行于欧洲，现在逐渐扩展到世界其他地区。作为一项入门级的赛车项目，雷诺方程式为年轻车手学习进阶的赛车技能提供了一个平台，为他们下一步进入诸如三级方程式、GP2系列赛和一级方程式等更高级别的赛事做好准备。

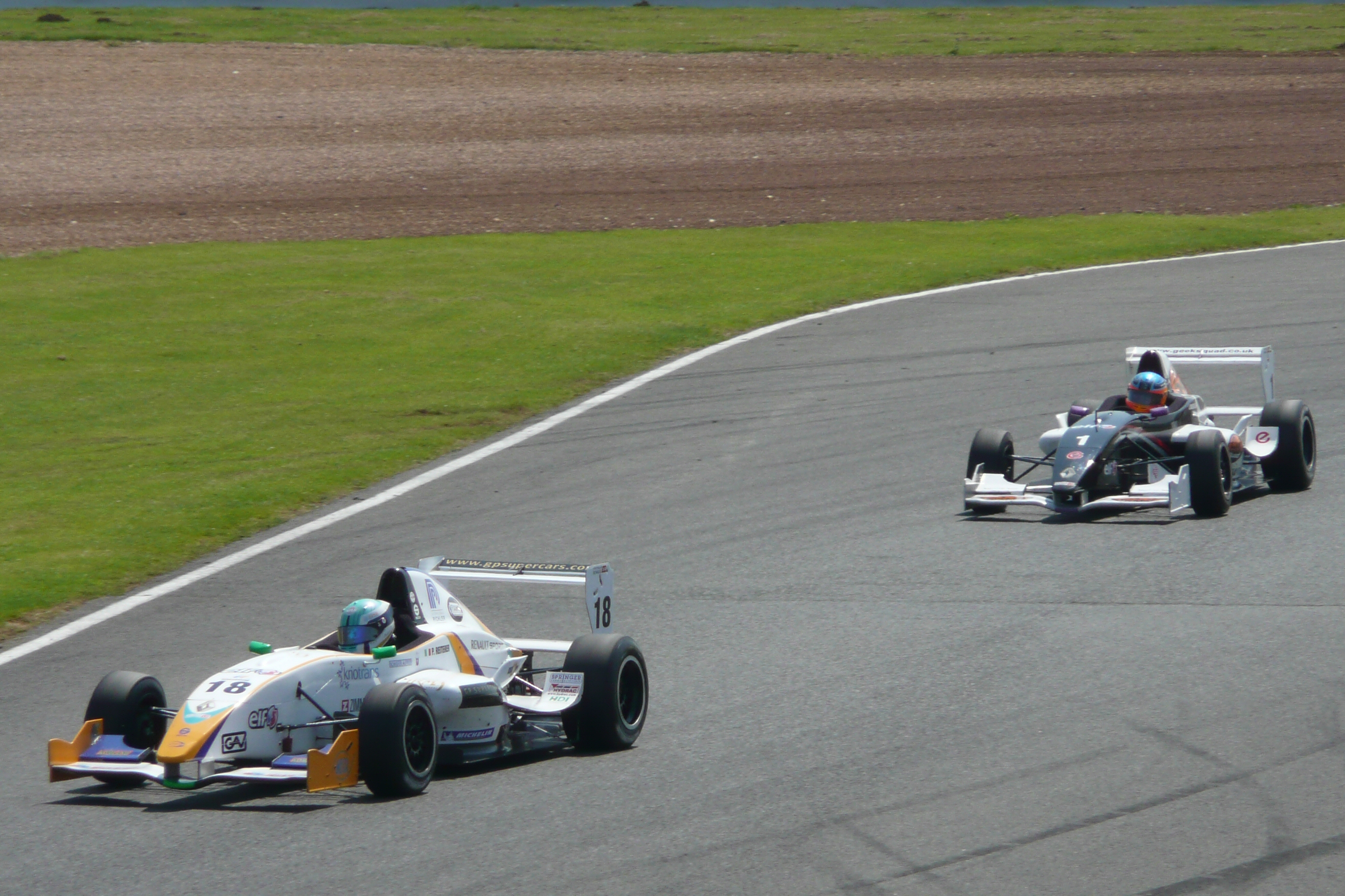
2008年在银石赛道举办的雷诺方程式2.0比赛

雷诺方程式这一运动品牌包含以下几项系列赛事：雷诺方程式1.6升，雷诺方程式2.0升以及雷诺方程式3.5升（雷诺世界系列赛的前身）。同时，GP3系列赛和GP2系列赛的赛车也由雷诺提供引擎，但他们并不是雷诺方程式的组成部分，也不属于雷诺车手发展项目。
根据雷诺车手发展项目的安排，每年赛季终了，最出色的几名雷诺方程式2.0车手将有机会在保罗·里卡尔赛道（Circuit Paul Ricard）试驾该赛事最顶级的3.5升赛车，迈出他们职业生涯的重要一步。

## 雷诺方程式3.5升

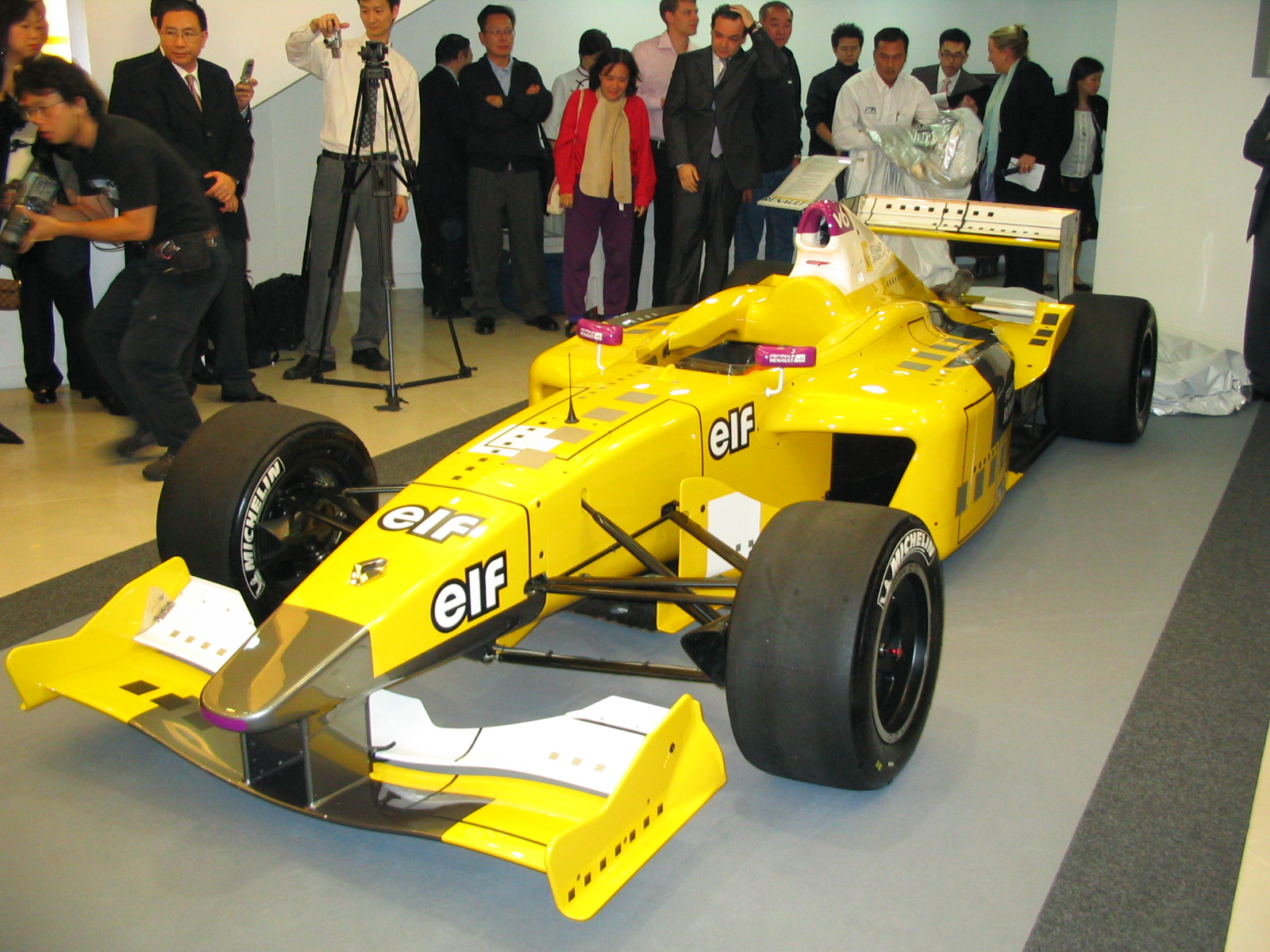
亚洲方程式V6賽車。

雷诺方程式3.5升是指使用排量为3.498升V4Y RS雷诺引擎的系列方程式赛事。这一级别中最早出现的赛事是雷诺方程式V6欧洲杯（Formula Renault V6 Eurocup），也是欧洲超级赛车周末（Eurosport's Super Racing Weekends）的组成部分（赛车周末还包括欧洲房车锦标赛和国际汽联GT锦标赛）。在这项赛事举办了2003和2004两届之后，雷诺就退出了这一超级赛车周末，转而在2005年创立了雷诺方程式3.5系列赛，与尼桑世界系列赛(World Series by Nissan)合并，作为雷诺世界系列赛的一个组成部分。
2006年开始在亚洲举办的亚洲方程式V6（Formula V6 Asia）也是3.5升级别的赛事之一。这项比赛是亚洲竞速周末节（Asian Festival of Speed Weekends）的租车部分（还包括亚洲房车锦标赛，亚洲宝马方程式和保时捷亚洲杯）。
原先的欧洲杯和目前的亚洲方程式都使用Tatuus的底盘，而世界系列赛则使用达拉拉（Dallara）底盘，轮胎供应商则统一为米其林。

## 雷诺方程式2.0升

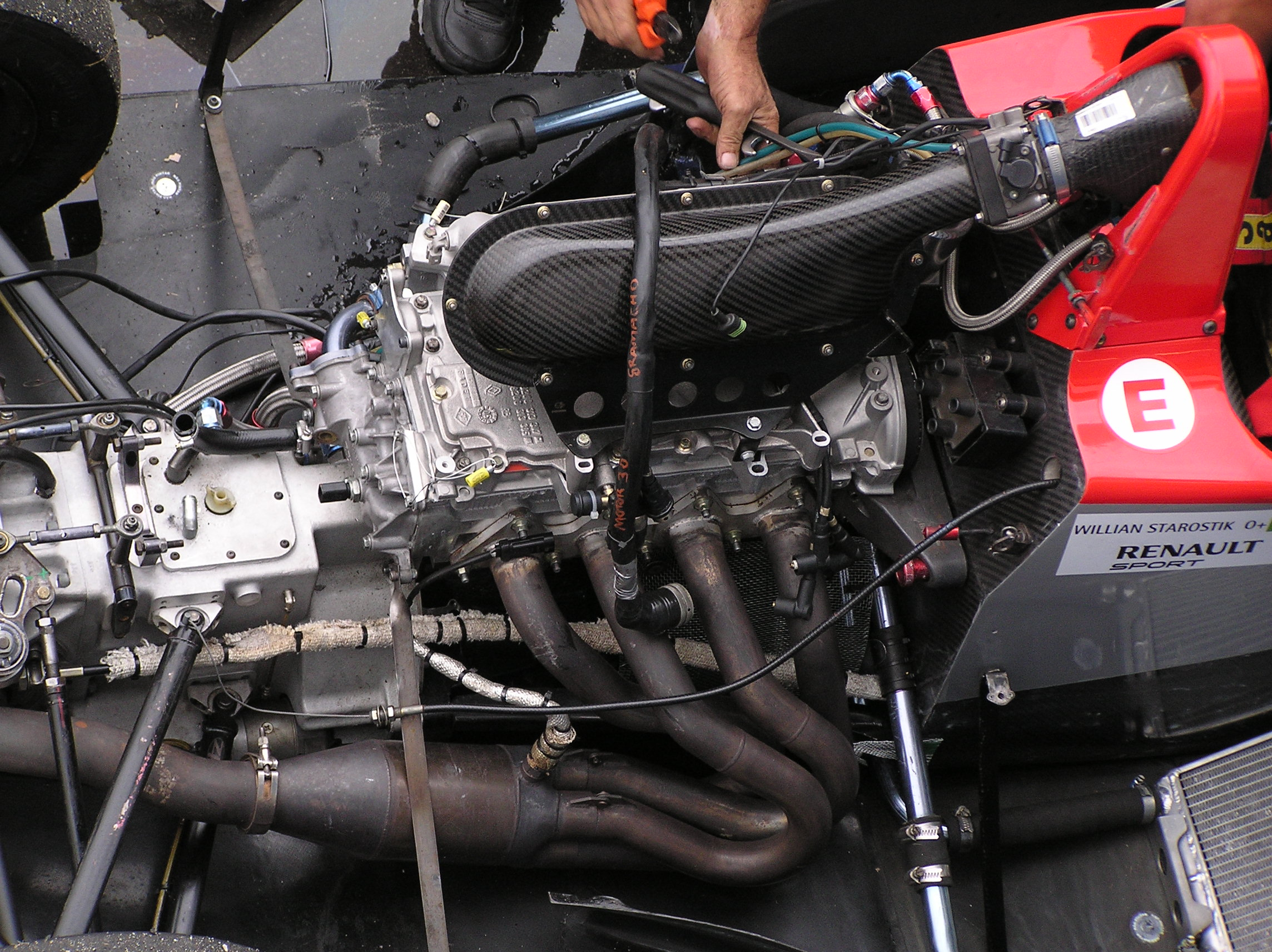
型号为F4R FRS的雷诺方程式赛车引擎

雷诺方程式2.0升是指使用排量为2.0升雷诺Clio引擎的系列方程式赛事。这项系列赛事脱胎于1968年创立的法国方程式（Formula France）。按排气量划分，赛事所使用的赛车引擎经历了1.3升（1968-1971年）、1.6升（1972-1981年）、1.6升涡轮增压（1982-1988年）和1.721升（1989-1994年）几个阶段，直到1995年才开始使用2.0升的V8引擎，而在2000年更改为2.0升的V16引擎。这项系列赛事使用单座开轮式赛车，统一由意大利底盘制造商Tatuus提供。
在雷诺方程式2.0升比赛中的表现被看作一个车手进入三级方程式前的关键一步。最近的一位知名参赛者是基米·莱科宁，他在赢得英国雷诺方程式2.0的车手冠军后直接进入了一级方程式的比赛。

## 雷诺方程式1.6升
使用排量为1.598升的K4M雷诺引擎的方程式，都属于雷诺方程式1.6升的赛事。这一系列的雷诺方程式主要面向14岁至21岁的年轻车手，帮助他们完成从卡丁车向方程式赛车的过渡。

## 其他级别的雷诺方程式

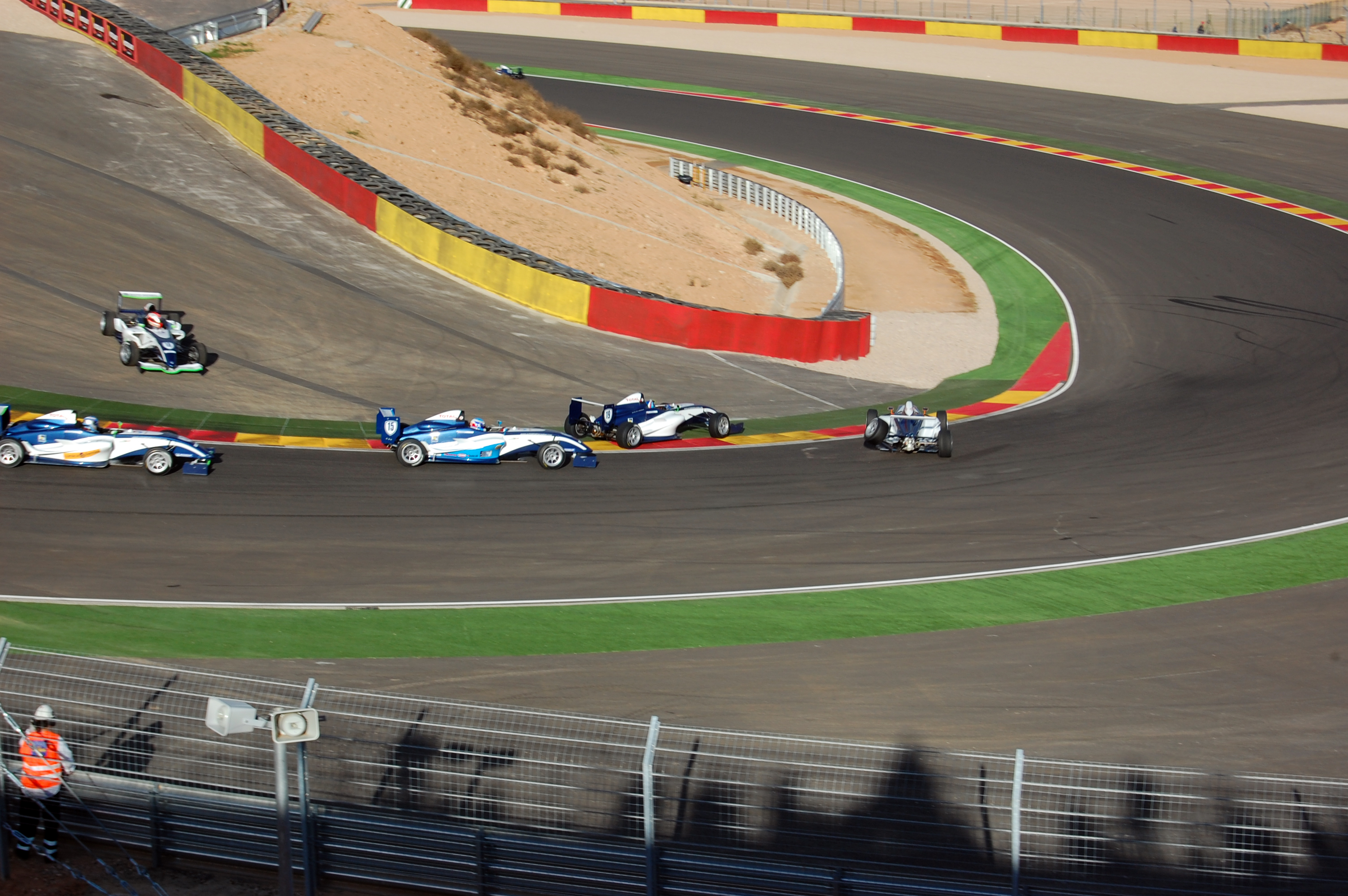
2009年在西班牙举办的一场法国学院方程式

使用雷诺引擎进行的其他著名赛事要属GP2系列赛、GP2亚洲系列赛和GP3系列赛了，这些赛事从创办伊始就一直使用雷诺引擎，不过它们并不属于雷诺方程式的序列，而是更高级别的赛事。
其他使用雷诺引擎的赛事还包括在阿根廷等地举办的方程式赛车
，由于使用的引擎并不符合上述三个级别的标准，因而不在这些系列赛事之列。这些方程式赛事中比较著名的还有2008年开始在意大利举办的2000轻型方程式（Formula 2000 Light），使用Tatuus制造的三级方程式赛车底盘。此外，在拉丁美洲举办的LATAM系列挑战赛（LATAM Challenge Series），以及在中欧举办的奥地利雷诺方程式杯赛（Austria Formel Renault Cup）也使用雷诺引擎。

### 雷诺方程式3.5升
- （英文） 雷诺世界系列赛
  - （英文） 欧洲雷诺方程式V6

### 雷诺方程式2.0升
欧洲
- （英文） 欧洲雷诺方程式2.0升
- （法文） 法国雷诺方程式2.0升 （页面存档备份，存于）
- （英文） 英国雷诺方程式2.0升
- （英文） BARC雷诺方程式 （页面存档备份，存于）
- （意大利文） 意大利雷诺方程式2.0升 （页面存档备份，存于）
- （英文） WEC雷诺方程式2.0升
- （英文） NEC雷诺方程式2.0升
- （法文） 瑞士雷诺方程式2.0升 （页面存档备份，存于）
- （英文） 芬兰雷诺方程式2.0升
- （葡萄牙文） 葡萄牙雷诺方程式2.0升

美洲
- （英文） TR Pro方程式系列赛
- （西班牙文） 拉美雷诺方程式2.0升 （页面存档备份，存于）

亚洲
- （英文） 亚洲雷诺方程式挑战赛 （页面存档备份，存于）

### 雷诺方程式1.6升
欧洲
- （法文） 学院方程式 （页面存档备份，存于）
- （英文） 比利时方程式1.6升[]

美洲
- （西班牙文） 阿根廷雷诺方程式1.6升 （页面存档备份，存于）
- （西班牙文） 初级方程式1600 （页面存档备份，存于）